# 波爾科瓦米基蒂夫卡
50°9′4″N 35°18′53″E / 50.15111°N 35.31472°E
波爾科瓦米基蒂夫卡（羅馬化：Polkova Mykytivka）是位於烏克蘭東部的村莊，由哈爾科夫州博霍杜希夫區的博霍杜希夫市鎮負責管轄。該村處於梅爾拉河右岸，始建於1677年，面積8.7平方公里，海拔高度176米，2001年人口1,095。